# Dipoenata
Genre
Dipoenata est un genre d'araignées aranéomorphes de la famille des Theridiidae.

## Distribution
Les espèces de ce genre se rencontrent en Amérique, à Malte et à Madère.

## Liste des espèces
Selon World Spider Catalog (version 16.0, 17/04/2015) :
- Dipoenata balboae (Chickering, 1943)
- Dipoenata cana Kritscher, 1996
- Dipoenata conica (Chickering, 1943)
- Dipoenata longitarsis (Denis, 1962)
- Dipoenata morosa (Bryant, 1948)

Selon The World Spider Catalog (version 15.5, 2015) :
- †Dipoenata altioculata Wunderlich, 1988
- †Dipoenata cala Wunderlich, 1988
- †Dipoenata clypeata Wunderlich, 1988
- †Dipoenata globulus Wunderlich, 1988
- †Dipoenata praedominicana (Wunderlich, 1986)
- †Dipoenata stipes Wunderlich, 1988
- †Dipoenata yolandae Wunderlich, 1988

## Publication originale
- Wunderlich, 1988 : Die Fossilen Spinnen im Dominikanischen Bernstein. Straubenhardt, Deutschland, p. 1-378.